# Vimmelskaftet
Vimmelskaftet är en kort gata i Indre By i Köpenhamn i Danmark, vilken ingår som en del av gångstråket Strøget.
Vimmelskaftet löper mellan Nygade och Amagertorv.
Vimmelskaftet fanns åtminstone på 1300-talet och slutade då tvärt i gränden Skoboderne norrut i höjd med mitten på Vår Frue Kirke. Nygade tillkom 1685 på initiativ av kung Fredrik V. Kungen utnyttjade då att en bryggargård hade brunnit ned för att genomföra ett gatugenombrott genom kvarteret mellan Nygatan och Nytorv/Gammeltorv.

Borrsväng från Skoklosters slotts samlingar.

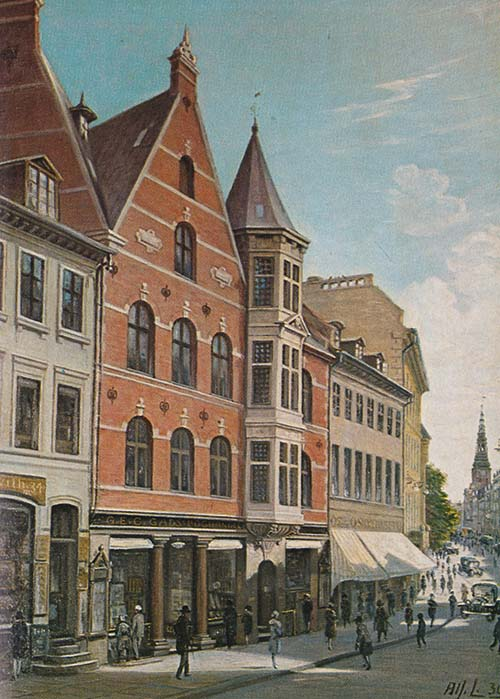
Alfred Larsen: Gads Boghandel, 1940.

Vimmelskaft är en gammal beteckning på danska för borrsväng. Bakgrunden för gatans namn är att denna gata tillsammans med de två gatorna  Klædeboderne (nu Skindergade) och Skoboderne (nu Skoubogade) bildade en figur, som kunde liknas med en borrsväng. Namnet är känt från 1597 och permanentades 1689.